# Riet Daamen-van Houte
Maria Johanna (Riet) Daamen-van Houte (Rotterdam, 18 juli 1929 – Goes, 23 april 2007) was een Nederlands politicus van de VVD en later D66.
Ze was opgeleid tot tolk/vertaler Engels en vanaf 1962 zat ze enkele jaren namens de VVD in de gemeenteraad van Pijnacker. Daarna had ze tal van bestuurlijke functies. Zo was ze tot 1974 vicevoorzitter van de Nederlandse Vereniging van Huisvrouwen en bovendien is ze vicevoorzitter van de Consumentenbond geweest. In 1982 volgde ze haar D66-partijgenoot Henk Zeevalking op als burgemeester van Rijswijk nadat deze minister was geworden. In februari 1986 werd haar als burgemeester ontslag verleend en in 2007 overleed ze op 77-jarige leeftijd.